# 로쿠조 천황
로쿠조 천황(일본어: 六条天皇, 1164년 12월 28일 ~ 1176년 8월 23일)은 일본의 79대 천황(재위: 1165년 ~ 1168년)이다. 국화 왕좌에 오르기 전의 그의 이름은 노부히토(順仁)이다. 

## 약력
세는 나이 2살 (만 7개월 11일)에 친왕 선하, 태자에 책봉되어 그날 바로 황위를 계승하였다. 이는 일본 역대 최연소 황위 즉위이다. 한 달 뒤인 7월 27일, 즉위식이 열렸지만, 도중에 울음을 터뜨려 중단하는 바람에 참의 나카야마 타다치카가 아기에게는 의식보다 젖이 중요하다고 재치있게 넘겨 황급히 유모 쿠로우도노토 후지와라노 쿠니츠나의 딸 나리코가 젖을 먹여 겨우 진정시켰다고 한다. 정무는 외백부인 섭정 코노에 모토자네와 쿠니츠나가 공식석상의 일을 맡았다.
재위 2년 8개월 만에, 조부 고시라카와 상황의 뜻에 따라 숙부인 노리히토 친왕 (타카쿠라 천황)에게 양위하여 일본 역대 최연소 상황이 되었다. 이후에는 고시라카와인의 비호하에 살았는데, 이는 로쿠조인이 반대파에 포섭되는 것을 막고, 자신의 왕권을 안정시키기 위한 고시라카와인의 조치였던 것으로 보인다. 이후, 원복도 하지 못한 채, 세는 나이 13살 (만 11살 8개월)에 붕어하였는데, 사인은 이질이라고 한다. 후비도, 자식도 없었다.
아버지 니죠 천황은 재세 중에 친정을 피려다 고시라카와인과 대립하고, 이복동생인 노리히토 친왕의 옹립을 획책하였다 하여, 노리히토 친왕의 숙부 타이라노 토키타다를 유배보내고, 타이라노 노리모리, 후지와라노 나리치카, 보몬 노부타카를 해관하여, 고시라카와인의 인세이를 정지시켰다. 그러나, 니죠 천황의 승하 후, 정치의 실권을 빼앗겼던 고시라카와인이 타이라노 키요모리와 손을 잡고 조카에서 숙부로의 부자연스러운 황위 계승을 실현시켰다.

## 계보
니죠 천황의 2황자 (1황자는 대승도 손에이지만, 로쿠죠 천황이 1황자라고 보는 경우도 있음)이다. 어머니는 마츠노오타이샤가의 오오쿠라 다이스케 이키노 무네토의 딸이다. 어머니의 신분이 천했기 때문에, 아버지의 중궁인 후지와라노 무네코를 모후라 공칭하였다.

## 재위 시기 연호
날짜 기준은 음력임.
- 에이만 - 원년 6월 25일 황위 계승. 2년 8월 27일 개원 (대시 개원)
- 닌난 - 3년 2월 19일 양위

## 능ㆍ영묘
능 (일본어: 陵 みささぎ[*])는 궁내청에 의하면 교토부 교토시 히가시야마구 세이간지 우타노나카야마쵸에 있는 세이칸지 능(清閑寺陵)에 치정되어있다. 궁내청상 형식은 원분이다. 예전에는 타카쿠라 천황릉과 같은 곳에 있었으나, 근세에 이르러 구분되었다.

또한, 황궁에서는 궁중3전 중 하나인 황령전에서 다른 역대 천황, 황족과 함께 천황의 영을 모시고 있다.

## 같이 보기
- 일본 천황